# N'Da
Albums de MMZ
Sayonara
(2019)
Singles
1. Miroir miroir
Sortie : 27 avril 2017
2. Ma 6-T j'vends
Sortie : 25 mai 2017
3. Ma bulle
Sortie : 31 juillet 2017
4. Pardon
Sortie : 13 octobre 2017
5. Orion
Sortie : 9 novembre 2017
6. N'DA
Sortie : 15 décembre 2017
7. OFF
Sortie : 11 mars 2018

N'Da est le deuxième album studio du groupe de rap MMZ, sorti le 10 novembre 2017. L'album est certifié disque d'or en France.

## Pistes
| No  | Titre                | Durée |
| --- | -------------------- | ----- |
| 1.  | Laisse les parler    | 2:58  |
| 2.  | J'monte              | 2:44  |
| 3.  | Ma bulle             | 4:56  |
| 4.  | Payday               | 4:10  |
| 5.  | Off                  | 2:44  |
| 6.  | Frero (feat. Flasko) | 4:29  |
| 7.  | Khaleesi             | 3:04  |
| 8.  | Ma 6-T j'vends       | 3:44  |
| 9.  | Chant des morts      | 4:36  |
| 10. | Orion                | 3:59  |
| 11. | Miroir miroir        | 4:06  |
| 12. | FMD (feat. Jet)      | 4:35  |
| 13. | Sablier              | 3:25  |
| 14. | Pardon               | 2:51  |
| 15. | N'DA                 | 3:13  |
| 16. | Cœur noir            | 4:37  |
| 17. | Plein                | 3:54  |
| 18. | Sourire mito         | 4:07  |

## Classements
| Classement (2018)            | Meilleure position |
| ---------------------------- | ------------------ |
| Belgique (Wallonie Ultratop) | 23                 |
| France (SNEP)                | 10                 |

## Certification
| Pays          | Certification | Seuil  |
| ------------- | ------------- | ------ |
| France (SNEP) | Or            | 50 000 |